# Branko Miljković
Œuvres principales
- Vatra i ništa (1960)

Branko Miljković (en serbe cyrillique : Бранко Миљковић ; né le 29 janvier 1934 à Niš et mort le 12 février 1961 à Zagreb) est un poète serbe. Il a connu une grande célébrité en Yougoslavie et dans les pays d'Europe de l'Est.

## Biographie
Né à Niš, Branko Miljković s'installe à Belgrade en 1953. Il commence alors à écrire de la poésie et se bat pour faire publier ses poèmes. Ses œuvres sont influencées par les symbolistes français, et notamment par Mallarmé et Valéry ; sur le plan philosophique, sa pensée est proche du philosophe grec Héraclite. En plus de la poésie, il écrit aussi des essais et des critiques et traduit en serbe des poètes russes et français. En 1960, il remporte le prix Octobre (Oktobarska nagrada) de la ville de Belgrade, pour son recueil Vatra i ništa. Fin 1960, il part s'installer à Zagreb. Branko Miljković est mort prématurément en 1961 à l'âge de 27 ans, retrouvé pendu à un arbre à Zagreb.
Dans un de ses poèmes, « Épitaphe », qui ne comporte qu'un vers, on peut lire : « Уби ме прејака реч », « Un mot lourd de sens m'a assassiné ».
Il est enterré dans le nouveau cimetière de Belgrade.

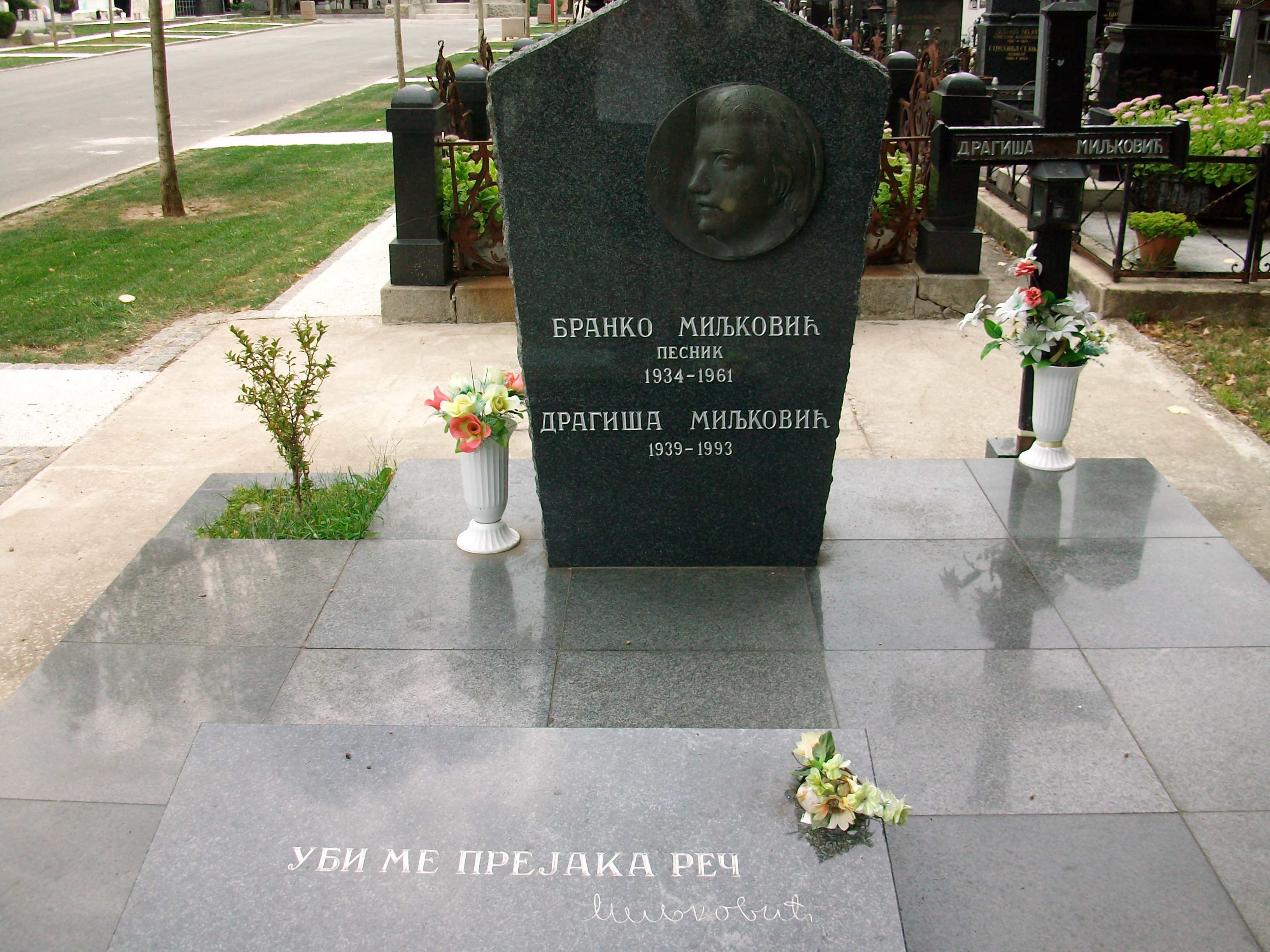
La tombe de Branko Miljković dans le nouveau cimetière de Belgrade

## Postérité

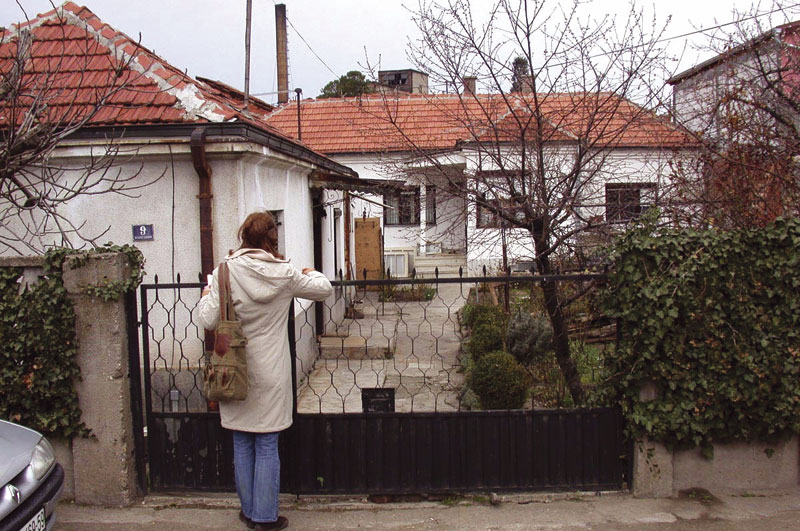
La maison familiale de Branko Miljković à Niš

Le musée national de Niš a rassemblé un fonds autour de Branko Miljković ; il est exposé dans une pièce commémorative. En 1971, la ville de Niš a également créé le prix Branko Miljković (Nagrada Branko Miljković), destiné à récompenser les meilleurs poètes en langue serbe.
La maison familiale de Branko Miljković à Niš est inscrite sur la liste des monuments culturels protégés de la république de Serbie (identifiant no SK 2094).

## Œuvres poétiques
- Uzalud je budim (1957)
- Smrću protiv smrti (1959), en collaboration avec Blaža Šćepanović
- Poreklo nade (1960)
- Vatra i ništa (1960)
- Krv koja svetli (1961)